# 濁齒齦搭嘴音
濁齒齦搭嘴音（Voiced alveolar click）或濁齦後搭嘴音（Voiced postalveolar click）是一種輔音，主要出現於南非的一些口語中。用於表示此音的國際音標（IPA）是⟨ǃ̬⟩或⟨ᶢǃ⟩，亦有部分語言學家偏好使用已廢棄的音標⟨ʗ̬⟩或⟨ᶢʗ⟩表示該音。
班圖語支中有搭嘴音的語言通常將濁邊搭嘴音寫作⟨gq⟩，若該語言的⟨g⟩用於表示濁小舌擦音，則將此音寫作⟨dq⟩。

## 特徵
濁齒齦搭嘴音的特徵包括：
- 氣流機制是舌吸氣音。藉由舌頭將被困在一個關閉區間的空氣抽出而發聲，而非使氣流從聲門或肺/橫膈膜流出。利用這種機制所發出的音稱作搭嘴音。其濁音及鼻音也同時具有肺部氣流音的性質。
- 調音部位是齒齦，即舌尖抵住上齒齦脊調音。
- 發聲類型是濁音，意味着發音時聲帶顫動。

- 本輔音是口腔輔音（口音），表示調音時空氣只從口裡流出。
- 本輔音為中央輔音，調音時氣流在口腔的中央流過舌面，而不從兩側流過。

## 出現於
濁齒齦搭嘴音主要出現在南非的科依桑语系，以及毗鄰的班圖語支當中。 
| 語言     | 語言     | 詞彙         | IPA                           | 意義     | 註釋 |
| -------- | -------- | ------------ | ----------------------------- | -------- | ---- |
| 納柔語   | 納柔語   | dqòma tcg'òó | [ᶢǃòmā ǂqχʼǒː] = [ʗ̬òmā ʄχʼǒː] | （地名） |      |
| 桑達韋語 | 桑達韋語 | gqakina      | [ᶢǃàkʰíná] = [ʗ̬àkʰíná]        | 暗中攜帶 |      |
| 耶依語   | 耶依語   | kagǃawa      | [kaᶢǃawa] = [kaʗ̬awa]          | 葫蘆     |      |

## 外部鏈結
- 在PHOIBLE上搜尋含有[ǃ̬]的語言